# یوری مارتین
یوری مارتین (استونیایی: Jüri Martin؛ زادهٔ ۲۹ سپتامبر ۱۹۴۰) سیاستمدار و نماینده سابق مجلس اهل استونی است.